# درسی
درسی (به فرانسوی: Dercy) یک کمون (فرانسه) در فرانسه است که در ان (ا-دو-فرانس) واقع شده‌است. درسی ۱۱٫۱۷ کیلومتر مربع مساحت دارد ۶۸ متر بالاتر از سطح دریا واقع شده‌است.